# Hans-Dietrich Gronau (Mathematiker)

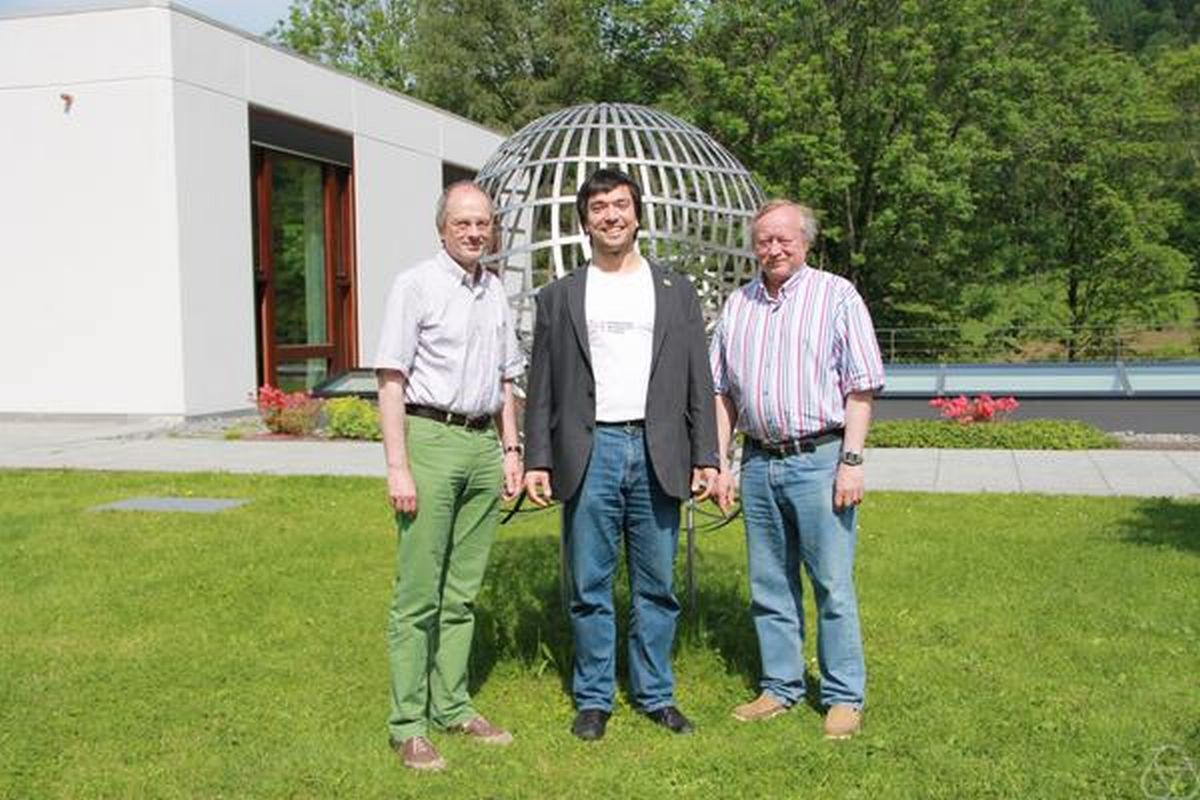
Hans-Dietrich Gronau (rechts) beim Trainings- und Abschlussseminar der Internationalen Mathematikolympiade 2012, Oberwolfach

Hans-Dietrich Otto Fritz Gronau (* 9. März 1951 in Neustrelitz) ist ein deutscher Mathematiker.

## Leben
Gronau studierte nach dem Abitur in Neubrandenburg ab 1969 Mathematik an der Universität Rostock mit dem Diplom 1973, war dort Assistent und wurde 1978 bei Gustav Burosch promoviert. (Dissertation: Extremale Familien von Teilmengen einer endlichen Menge und die Erzeugung von dualen Vektoren durch Boolesche Funktionen). 1982 erfolgte die Habilitation (Zur Theorie der extremalen Familien von Teilmengen einer endlichen Menge) in Rostock, wo er 1984 Hochschuldozent wurde. 1985 wurde er ordentlicher Professor an der Universität Greifswald, stand dort 1986 bis 1989 der Sektion Mathematik vor und war von 1992 bis zu seiner Emeritierung 2016 Professor für Diskrete Mathematik an der Universität Rostock. 2010 bis 2012 war er Institutsdirektor.
2013 erhielt er für sein Engagement in den Mathematikolympiaden und anderen Bereichen der Nachwuchsförderung in der Mathematik das Bundesverdienstkreuz. 1994 bis 2010 war er erster Vorsitzender des Vereins Mathematik-Olympiaden e.V., den er mit gründete. 2009 stand er der Jury in der 50. Internationalen Mathematikolympiade vor. 2008 erhielt er den Paul Erdös Award der World Federation of National Mathematics Competitions.
Er befasst sich mit diskreter Mathematik (Graphentheorie, Theorie der Designs, Kryptologie, Kodierungstheorie, Spernertheorie).
2003 bis 2015 war er Vizepräsident des  Institute of Combinatorics and its Applications (ICA), einer internationalen Gesellschaft für Kombinatorik.
Zu seinen Doktoranden zählt Christian Reiher.

## Schriften
- mit D. L. Kreher, A. Ling: Super-simple (v,5,2)-designs, Discrete Appl. Math., Band 138, 2004, S. 65–77
- mit M. Grüttmüller, S. Hartmann, U. Leck, V. Leck: On orthogonal double covers of graphs, Des. Codes Cryptography, Band 27, 2002, S. 49–91
- mit Andrew Granville, R.C. Mullin: On a problem of Hering concerning orthogonal covers of Kn, J. Comb. Theory, Ser. A, Band 72, 1995, 345–350
- mit Konrad Engel: Sperner theory in partially ordered sets, Teubner, Leipzig  1985
- On Sperner families in which no k sets have an empty intersection, J. Comb. Theory Ser. A, Band 28, 1980, S. 54–63, Teil 2, Band 30, 1981, S. 298–316.
- mit Hanns-Heinrich Langmann, Dierk Schleicher: 50th IMO – 50 Years of International Mathematical Olympiads. Springer-Verlag, 2011